# Гольмен (Вісконсин)
Голмен (англ. Holmen) — селище (англ. village) в США, в окрузі Ла-Кросс штату Вісконсин. Населення — 10 661 особа (2020).

## Географія
Голмен розташований за координатами 43°58′17″ пн. ш. 91°16′11″ зх. д. / 43.97139° пн. ш. 91.26972° зх. д. (43.971485, -91.269651).  За даними Бюро перепису населення США в 2010 році селище мало площу 13,46 км², уся площа — суходіл. В 2017 році площа становила 14,73 км², уся площа — суходіл.

## Демографія
Згідно з переписом 2010 року, у селищі мешкало 9005 осіб у 3400 домогосподарствах у складі 2431 родини. Густота населення становила 669 осіб/км².  Було 3521 помешкання (262/км²).
Расовий склад населення:
| - 90,4 % — білих - 7,0 % — азіатів - 0,6 % — чорних або афроамериканців - 0,2 % — корінних американців |

До двох чи більше рас належало 1,5 %. Частка іспаномовних становила 1,1 % від усіх жителів.
За віковим діапазоном населення розподілялося таким чином: 30,0 % — особи молодші 18 років, 59,8 % — особи у віці 18—64 років, 10,2 % — особи у віці 65 років та старші. Медіана віку мешканця становила 34,1 року. На 100 осіб жіночої статі у селищі припадало 95,8 чоловіків;  на 100 жінок у віці від 18 років та старших — 91,7 чоловіків також старших 18 років.
Середній дохід на одне домашнє господарство  становив 66 680 доларів США (медіана — 58 852), а середній дохід на одну сім'ю — 78 934 долари (медіана — 77 808). Медіана доходів становила 49 663 долари для чоловіків та 38 854 долари для жінок. За межею бідності перебувало 5,7 % осіб, у тому числі 5,1 % дітей у віці до 18 років та 7,2 % осіб у віці 65 років та старших.
Цивільне працевлаштоване населення становило 4572 особи. Основні галузі зайнятості: освіта, охорона здоров'я та соціальна допомога — 26,1 %, виробництво — 16,4 %, роздрібна торгівля — 13,2 %.